# Arthur Werner (Fußballspieler)
Arthur Werner (geb. vor 1884; gest. nach 1907) war ein deutscher Fußballspieler.

## Karriere
Werner gehörte dem VfB Leipzig an, für den er als Abwehrspieler in den vom Verband Mitteldeutscher Ballspiel-Vereine organisierten Meisterschaften von 1902 bis 1907 durchgängig im Gau Nordwestsachsen, der regional höchsten Spielklasse, Punktspiele bestritt.
Während seiner Vereinszugehörigkeit gewann er mit der Mannschaft acht regionale Titel und kam diesbezüglich in der Endrunde um die Deutsche Meisterschaft 1902, 1903, 1905 und 1906 insgesamt neunmal zum Einsatz. Am 10. Mai 1903 debütierte er beim 3:1-Viertelfianlsieg über den BTuFC Britannia 1892. Über das am 17. Mai 1903 mit 6:3 über den Altona FC 1893 gewonnene Halbfinale zog er mit seiner Mannschaft in das erste deutsche Finale ein, das am 31. Mai 1903 in Altona mit 7:2 gegen den DFC Prag gewonnen wurde.
In der Folgesaison bestritt er das mit 1:0 gewonnene Viertelfinale gegen den Magdeburger FC Viktoria 1896 und das 3:2-Sieg nach Verlängerung gewonnene Halbfinale gegen den Duisburger SpV. Das am 29. Mai 1904 in Kassel vorgesehene Finale gegen den BTuFC Britannia 1892 fand jedoch nicht statt. Der Karlsruher FV hatte beim DFB Protest gegen die Wertung dieser Meisterschaft eingelegt. Der DFB hatte die ausschreibungsgemäße Ansetzung der Endrundenspiele an neutralem Orte nicht eingehalten; daraufhin wurde am Vormittag das Endspiel abgesagt und die Meisterschaftsendrunde annulliert.
1906 bestritt er drei weitere Endrundenspiele um die Deutsche Meisterschaft. Das mit 9:1 gewonnene Viertelfinale gegen den FC Norden-Nordwest Berlin am 22. April, das mit 3:2 gewonnene Halbfinale gegen den Berliner Fußball Club Hertha 1892 am 6. Mai und das am 27. Mai in Nürnberg ausgetragene Finale. Dank seines Mitspielers Heinrich Riso, der den 2:1-Siegtreffer in der 85. Minute gegen den 1. FC Pforzheim erzielte, wurde er ein weiteres Mal Deutscher Meister.
Sein letztes Endrundenspiel um die Deutsche Meisterschaft bestritt er am 12. Mai 1907 bei der 2:3-Halbfinalniederlage gegen den späteren Deutschen Meister Freiburger FC.

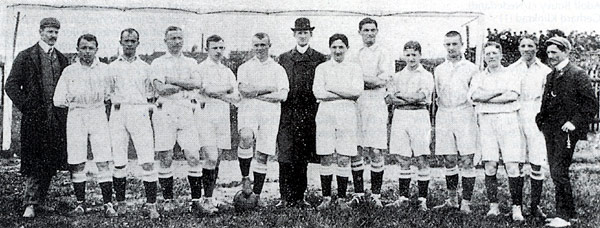
Arthur Werner (5. v.l.)
und Mitspieler des VfB Leipzig vor dem Finale 1906

## Erfolge
- Deutscher Meister 1903, 1906
- Mitteldeutscher Meister 1903, 1904, 1906, 1907
- Gaumeister Nordwestsachsen 1903, 1904, 1906, 1907